# Бъзак
В разговорния език бъзак също може да значи група дървета или храсти на бъз.
Бъзак (на латински: Sambucus ebulus) или тревист бъз (още бъзе, бъзовляк, бъзуняк, ниско бъзе) е тревисто многогодишно растение от семейство Мешковицови. 
Широко разпространен по цялата територия на България до 1800 m надморска височина, особено като бурен и плевел край пътищата, реки и населените места. Видът не е защитен от Закона за биологичното разнообразие. Включен е в списъка на лечебните растения съгласно Закона за лечебните растения.

## Описание
Цъфти през месеците май-август (по други сведения - юни - юли), а узрява през септември - октомври. Миризмата на растението е неприятна.
Има дълго, пълзящо, силно разклонено коренище. Стъблото изправено достига от 50 см. до 1 – 2 м. височина, набраздено, в горната част разклонено, с мека бяла и шуплеста сърцевина. Листата са срещуположно разположени, нечифтоперести с предлистници, представляващи 9-11 (5-13) продълговати до продълговато ланцетни заострени и напилени листчета. Цветовете са бели или бледорозови. Имат бяло, 5-делно, звънчевидно венче, по-рядко розово отвън; събрани в щитовидни съцветия. Плодът е черен, тип "ягода"  и е сферичен, 4 – 6 mm в диаметър, тъмносин до черновиолетов, блястящ, сочен с 3-4 костилки, дълги до 3 mm. 
Бъзакът може лесно да се сбърка с растението бъз, което е значително по-опасно (зрелите плодове, както на черния, така и на червения бъз съдържат отровни семена). Основните разлики се състоят в следните неща:
- Бъзакът е храстовиден и достига до 2 метра височина, докато бъзът достига до 7 – 8 м височина и е дърво.
- Бъзакът цъфти през юли-август, докато бъзът по-рано – през май-юни.
- Плодчетата на бъзака са насочени нагоре, на бъза висят надолу.

## Приложение
Освен като хранително и лечебно (за подобни цели плодовете се берат напълно узрели - към август-септември, като цяло съплодие и се полагат грижи да не се запарват), бъзакът може да бъде полезен и като инцектицидно и медоносно растение.
Растението се използва от дълбока древност при много и различни заболявания. В билкарството се използва плодът (Fructus Ebuli) и коренът (Radix Ebuli), а по-рядко и цветовете (Flores Ebuli). От листата може да се прави чай - при чревни колики.
Плодовете съдържат антоцианови багрилни вещества, захари, валерианова, ябълчена и винена киселина, дъбилни вещества, смоли, пектин, витамин С и др. В зелените плодове и семената се съдържа цианогенен гликозид, поради което са отровни. Използват се зрелите плодове, чийто сок не е отровен, прави се студен извлек.  Гъст екстракт от плодовете може да се използва при безапетитие, анемия, отпадналост, а местно втриване върху кожата - при ухапване от насекоми, при хемороиди и ревматизъм. Плодовете на бъзака могат да предизвикат при децата гадене и повръщане.
Коренът се използва при ужилвания (чрез втриване) и при бъбречни заболявания (чрез отвара, при съотношение 5-10 гр. билка на 300-400 мл.вряща вода).  В корените се съдържат дъбилни вещества и танини.
Растението има и диуретично и антимикробно действие и потогонно действие. При трудно уриниране и за изпотяване се прави запарка от цветовете, също при съотношение 5-10 гр. билка на 300-400 мл.вряща вода. Пие се по една кафена чашка 3 пъти дневно. Цветовете съдържат незначително количество етерично масло, цианогенен гликозид и захари.